# Towers of London
I Towers of London sono un gruppo musicale punk formatosi a Londra nel 2003. La loro musica mischia hard rock e punk rock ed è ispirata anche allo sleaze rock. Da questi generi prendono anche il look: capelli lunghi, giacche di pelle, canottiere scritte a bomboletta, jeans, scarpe da ginnastica, borchie e accessori.

## Storia del gruppo
Il gruppo è guidato dai fratelli Donny Tourette e Dirk Tourette (pseudonimi di Patrick Brannan e Francis Brannan), autori di tutti i testi e le canzoni. Il loro stile di vita è riassunto in un loro motto, in perfetto stile rock n' roll: "Drink, Fight and Fuck".

## Blood, Sweat and Towers
Dopo aver firmato con l'etichetta indipendente TVT Records all'inizio del 2005, il gruppo ha partecipato al Reading and Leeds Festival e al Download Festival. Nonostante la buona performance, sono stati banditi da quest'ultimo in seguito ad una rissa con un altro gruppo. Nel giugno 2006 è uscito il loro primo album, Blood, Sweat and Towers, che comprende i quattro singoli che lo hanno preceduto e quello che lo ha seguito.

## L'attenzione dei media ed eventi vari
Donny Tourette è stato condannato a pagare una multa per aver provocato dei danni durante un concerto alla Cambridge Anglia Ruskin University nel febbraio di quell'anno.
I T.O.L. hanno aperto due date del tour estivo inglese 2006 dei Guns N' Roses e hanno suonato di nuovo, ma questa volta sul palco principale, del Reading And Leeds Festival. Ad ottobre hanno aperto per i New York Dolls ed è stata trasmessa una serie TV in dieci puntate dedicata a loro, realizzata dall'emittente Bravo TV, che li ha seguiti e ripresi per circa un anno. Anche grazie allo show, il gruppo ha attirato l'attenzione della stampa scandalistica per le continue risse in cui si trova coinvolta, compresa quella con il gruppo statunitense My Chemical Romance.
Donny Tourette inoltre ha preso parte alla quinta edizione del Celebrity Big Brother: si è presentato ubriaco, insultando la folla, ed è scappato dopo soli tre giorni. È stato anche visto in compagnia di Peaches Geldof e molti giornali hanno proposto una relazione fra i due, nonostante Donny neghi fermamente. Il gruppo non ha mai nascosto inoltre di fare uso di droghe, compresa la cocaina.
Il 14 febbraio 2007 il gruppo è stato bersagliato con dei blocchi di cemento da alcune ragazze mentre parlava con dei fan. Una delle ragazze è stata arrestata.
Il 13 luglio The Rev e Snell lasciano la band, venendo rimpiazzati da due amici dei fratelli, Kristian Marr e Aaron Attwood, per le date estive. Il motivo dell'abbandono è stato che i due non credevano che "il proprio futuro fosse con la band"; The Rev ha poi dichiarato: "Sentivo che l'integrità della band se n'era andata con la partecipazione di Donny al Celebrity Big Brother. Donny e Dirk hanno iniziato a concentrarsi solo sul divertirsi e la musica ne ha risentito. Era diventato il Donny Tourette show. Ho lasciato la band alle mie condizioni".
The Rev e Snell hanno poi formato la band DAY 21 con Jimmy Pursey e Mat Sargent degli Sham 69.
Il 6 giugno 2008, i Towers of London hanno suonato di nuovo in un concerto, con James Phillips e Ben Taylor alla chitarra e alla batteria.
Il 29 settembre 2008 la band ha pubblicato il suo secondo album dal titolo Fizzy Pop per l'etichetta Vibrant Records.
Dopo anni di silenzio, il 5 settembre 2015 la band torna ad esibirsi live, in un concerto sold out, nel noto locale londinese Nambucca, con i nuovi membri Stevie Sunset e Rocco.
Nelle settimane successive al concerto, i TOL sottoscrivono un contratto con la Label Indipendente GBSOUND, con la quale producono il singolo Shake It.
Il 28 ottobre 2015 vengono pubblicati singolo e video. Il giorno successivo, Shake It viene selezionata come canzone del giorno dal noto magazine anglosassone NME.

## Formazione
- Donny Tourette - Voce
- Dirk Tourette - Chitarra ritmica
- Tommy Brunette - Basso
- Stevie Sunset - Chitarra
- Rocco - Batteria

## Ex componenti
- The Rev - Chitarra solista (2004-2007)
- Snell - Batteria  (2004-2007)
- James Phillips - Chitarra (2008-2014)
- Kristian Marr - Chitarra ( 2007 -2008)
- Aaron Attwood - Batteria ( 2007 - 2008)
- Jamima - Batteria ( 2008 -2014)

## Discografia

### Album in studio
- 2006 – Blood Sweat & Towers
- 2008 – Fizzy Pop

### Singoli
- 2005 - On a Noose
- 2005 - Fuck It Up
- 2005 - How Rude She Was
- 2006 - Air Guitar
- 2008 - Freebird
- 2008 - Naked on the Dancefloor
- 2009 - I'm a Rat
- 2015 - Shake it